# Partito Colorado (Paraguay)
Il Partito Colorado (nome completo: Associazione Nazionale Repubblicana - Partito Colorado; in spagnolo Asociación Nacional Republicana – Partido Colorado, ANR-PC), è un partito politico del Paraguay, fondato nel 1887 da Bernardino Caballero. 
Dopo 61 anni di potere, il suo candidato è stato sconfitto nelle elezioni del 2008, riconquistando il potere nelle elezioni del 2013.

## Storia

### 1887-1989
Il Partito Colorado ha governato il Paese fin dalla fondazione nel 1887 fino al 1904, come partito di stampo liberale orientato a centro-sinistra. Tornò al governo nel 1946, con il Partito Rivoluzionario Febrerista, partito d'ispirazione socialista.
Dal 1947 al 1962, tuttavia, il partito instaurò un regime dittatoriale monopartitico, abbandonando i principi liberali e sviluppando un'ideologia nazionalista e anticomunista. Tale periodo fu caratterizzata da una continua serie di colpi di Stato. Nel 1962, permise la legalizzazione di altri partiti politici, tranne il Partito Comunista Paraguaiano, poiché troppo legato alle politiche dell'URSS e non riconosciuto dagli USA.
Nonostante il riconoscimento di altri partiti, rimase comunque al potere in forma dittatoriale, crollando definitivamente nel 1989, con la caduta del militare populista Alfredo Stroessner, che fu presidente del Paraguay ininterrottamente da 35 anni. Stroessner, figlio di un emigrato tedesco, durante la sua dittatura aveva ospitato diversi connazionali ex-nazisti e governò con la polizia segreta e l'esercito, inoltre era anche un esponente dell'Operazione Condor.
Fatto decadere da esponenti del suo stesso partito, Stroessner fuggì in Brasile, lasciando che il suo Paese ed il suo partito ritornassero sulla via democratica.

### Dal 1989 al nuovo secolo
Con una scissione nel 2002 della sua costola più "nostalgica" di estrema destra, che formerà l'Unione Nazionale dei Cittadini Etici, il Partito Colorado subirà la sua prima divisione interna diventando quindi un partito conservatore, opposto alle sinistre e all'ideologia liberale.

## Risultati elettorali
| Elezione | Elezione | Voti      | %     | Seggi   |
| -------- | -------- | --------- | ----- | ------- |
| 2003     | Camera   | 520 761   | 34,57 | 37 / 80 |
| 2003     | Senato   | 508 506   | 34,44 | 16 / 45 |
| 2008     | Camera   | 582 932   | 32,96 | 30 / 80 |
| 2008     | Senato   | 509 907   | 28,83 | 15 / 45 |
| 2013     | Camera   | 919 625   | 40,99 | 44 / 80 |
| 2013     | Senato   | 865 206   | 38,50 | 19 / 45 |
| 2018     | Camera   | 927 183   | 39,10 | 42 / 80 |
| 2018     | Senato   | 766 841   | 32,52 | 17 / 45 |
| 2023     | Camera   | 1 245 366 | 43,95 | 49 / 80 |
| 2023     | Senato   | 1 317 463 | 45,72 | 23 / 45 |